# Mauricio Walerstein
Mauricio Walerstein (né le 29 mars 1945 à Mexico et mort le 3 juillet 2016 dans la même ville) est un réalisateur, scénariste, producteur, et acteur mexicain de cinéma. Son père était le producteur prolifique Gregorio Walerstein.

## Biographie
Mauricio Walerstein est le fils du producteur et scénariste Gregorio Walerstein.
Il commence sa carrière cinématographique en produisant des films d'El Santo : Operación 67, El tesoro de Moctezuma, et Alerta, alta tension dans lesquels le lutteur mexicain s'associe à un agent d'Interpol incarné par l'ex M.. Mexico, Jorge Rivero. En 1969, il produit Patsy, mi amor, un drame romantique écrit par Gabriel García Márquez avant que celui-ci connaisse la célébrité.
Il passe ensuite à la réalisation, avec un segment de l'omnibus Siempre hay una primera vez. En 1972, Cuando quiero llorar no lloro, adapté du roman de Miguel Otero Silva, reçoit une nomination au Festival international du film de Moscou. Son dernier film en date, Juegos bajo la luna (2000), adapté du roman de Carlos Noguera, traite de la dictature de Marcos Pérez Jiménez au Venezuela dans les années 1950.

## Filmographie

### Comme réalisateur
- 1971 : Siempre hay una primera vez (segment "Isabel")
- 1971 : Las reglas del juego
- 1972 : Cuando quiero llorar no lloro
- 1972 : Fin de fiesta
- 1975 : Crónica de un subversivo latinoamericano
- 1978 : La empresa perdona un momento de locura
- 1979 : Eva, Julia, Perla
- 1980 : Historias de mujeres
- 1982 : La máxima felicidad
- 1984 : Macho y hembra
- 1986 : De mujer a mujer
- 1988 : Con el corazón en la mano
- 1993 : Móvil pasional
- 2000 : Juegos bajo la luna

### Comme scénariste
- 1967 : Los Caifanes de Juan Ibáñez
- 1971 : Siempre hay una primera vez (segment « Isabel ») de lui-même
- 1972 : Cuando quiero llorar no lloro de lui-même
- 1972 : Fin de fiesta de lui-même
- 1978 : La empresa perdona un momento de locura de lui-même
- 1980 : La muchacha de las bragas de oro de Vicente Aranda et Raúl Gómez
- 1982 : La máxima felicidad de lui-même
- 1984 : Macho y hembra de lui-même
- 1986 : De mujer a mujer de lui-même
- 1993 : Móvil pasional de lui-même
- 2000 : Juegos bajo la luna de lui-même

### Comme producteur
- 1967 : Los Caifanes de Juan Ibáñez
- 1967 : Operación 67 de René Cardona Jr. et René Cardona
- 1968 : El Tesoro de Moctezuma de René Cardona Jr. et René Cardona
- 1969 : Alerta, alta tension d'Alfonso Corona Blake et Fernando Durán Rojas
- 1969 : Patsy, mi amor de Manuel Michel
- 1969 : Trampas de amor de Tito Novaro
- 1970 : El oficio mas antiguo del mundo de Luis Alcoriza
- 1970 : Paraíso de Luis Alcoriza
- 1970 : El Quelite de Jorge Fons
- 1971 : Para servir a usted de José Estrada
- 1971 : Technique pour une vengeance (El sabor de la venganza) d'Alberto Mariscal
- 1971 : Una vez, un hombre... de Guillermo Murray
- 1971 : Las puertas del paraíso de Salomón Laiter
- 1972 : Tacos al carbón d'Alejandro Galindo
- 1972 : Los Cacos de José Estrada
- 1974 : Crónica de un amor de Toni Sbert
- 1974 : El primer paso... de la mujer de José Estrada
- 1975 : Crónica de un subversivo latinoamericano de lui-même
- 1977 : El pez que fuma de Román Chalbaud
- 1983 : Secuestro en Acapulco de Rafael Baledón
- 1984 : Macho y hembra de lui-même
- 1999 : Rizo de Julio Sosa Pietri

Comme acteur
- 1971 : Las reglas del juego de lui-même
- 1973 : Diamantes, oro, y amor de Juan Manuel Torres

## Nomination
- 1972 : nomination au Festival international du film de Moscou pour Cuando quiero llorar no lloro